# 日立グローバルライフソリューションズ
日立グローバルライフソリューションズ株式会社（ひたちグローバルライフソリューションズ、英: Hitachi Global Life Solutions, Inc.）は、東京都港区に本社を置く日立グループの電機メーカー。

## 概要
2019年4月1日、日立製作所の子会社で、冷蔵庫や洗濯機などの家電製品（白物家電）の製造・販売を手掛ける日立アプライアンス（日立AP）を存続会社として、同じく日立製作所子会社で美容系家電やシェーバーなどの販売を手掛ける日立コンシューマ・マーケティング（日立CM）との合併により発足。
親会社が日立製作所であるため日立グループに属する。日立グループの中核会社・日立製作所同様、春光懇話会の会員企業でもあり春光グループにも属しており、また、みどり会の会員企業でもあり三和グループにも属している。

## 沿革
- 2019年（平成31年/令和元年）
  - 4月1日 - 日立アプライアンスと日立コンシューマ・マーケティングの合併により発足。なお、登記上の設立日は日立アプライアンスの前身である日立空調システムの1998年11月26日を引き継ぐ。
  - 12月31日 - 国内大手電機メーカーでは初めて蛍光ランプ・点灯管・白熱電球（ミニクリプトン）生産を完全終了（以降はLED電球とLED照明器具のみの生産へ完全移行）[6]。日立ブランドの蛍光ランプ・点灯管は「在庫品限りで販売終了」となり、今後系列店「日立チェーンストール」ではパナソニック ライティングデバイス「パルック」・東芝ライテック「メロウZ」・ホタルクス（NECブランド）「ホタルック」などの他社製蛍光ランプを販売[注 2]。
- 2020年（令和2年）
  - 12月16日 - 海外事業の株式60％をトルコのアルチェリクに譲渡することで合意。2021年春に日立グローバルライフソリューションズとアルチェリクの合弁会社設立する予定。
- 2021年（令和3年）
  - 12月31日 - LED電球生産をこの日限りで終え、翌2022年3月までに在庫品限りで販売終了（以降日立チェーンストールではパナソニック・東芝ライテック=NVCライティングジャパン製も含む・三菱電機照明・アイリスオーヤマ・オーム電機などの他社製LED電球を販売）。
- 2022年（令和4年）
  - 7月14日 - 一般住宅用LED照明器具生産を同年12月限りで終了する方針を公式発表。
  - 12月31日 - この日限りで一般住宅用LED照明器具生産を完全終了（日立ブランドの家庭用LED照明器具は「在庫品限りで販売終了」となり、今後日立チェーンストールへ供給されるLED照明器具はパナソニック・大光電機・東芝ライテック・三菱電機照明・アイリスオーヤマなどの他社製品へ変更）。

## 主要事業
- 家電事業
冷蔵庫、洗濯機などの白物家電や空調システム製品、LED照明、住宅用太陽光発電システムなどの環境ビジネス製品を扱う。AV機器（いわゆる黒物家電）については、合併後の取扱品目から消滅し、旧日立コンシューマ・マーケティング時代に販売していたAV機器のサポート・修理サービスのみ継承している。ちなみに、旧日立コンシューマ・マーケティングが取り扱っていたWoooブランドのテレビおよびBDレコーダーの販売は合併前の2018年9月をもって既に終了しており、地域家電店日立チェーンストールではソニーの薄型テレビ「BRAVIA」が販売されている[7](ただし日立GLSのホームページにはBRAVIAの情報は掲載されていない)。
- オール電化事業
- 総合空調事業

## 製造事業所
- 栃木事業所（栃木県栃木市）
- 多賀事業所（茨城県日立市）

栃木事業所の一部と以下の事業所は日立ジョンソンコントロールズ空調株式会社となった。
- 清水事業所（静岡県静岡市）

## 関連会社
- 日立アプライアンステクノサービス株式会社（旧・日立多賀テクノロジー）（茨城県日立市）
- 日立ジョンソンコントロールズ空調株式会社（東京都港区）
- 日立空調ソリューションズ株式会社（東京都練馬区）
- 株式会社新潟日立（新潟県新潟市東区）
- 株式会社関東エコリサイクル（栃木県栃木市）
- アルチェリク日立ホームアプライアンス

## 主な製品ブランド

### 現行製品
2019年4月の日立アプライアンスと日立コンシューマ・マーケティングの合併に伴い、日立ジョンソンコントロール空調が製造する「白くまくん」以外の個人向け家電は全て日立グローバルライフソリューションズの扱いとなった。

#### キッチン家電
- 真空チルド（冷蔵庫）
真空チルドルームを搭載したモデルに用いられる。
当初は「ビタミン&真空保存 真空チルドV」後継の3ドアモデルに用いられた（その際、品番ルールが一新されたほか、冷凍室と野菜室の位置を入れ替えてまんなか野菜タイプとなる。このタイプの愛称が「野菜中心蔵」）。その後、後述の「真空チルドFS」の愛称で発売していたまんなか冷凍タイプも2014年モデルで3ドアモデルと同じ「真空チルド」に愛称を統一した。
一時は幅広い容量がラインナップされていたが、2021年10月時点の現行機種はクリスタルミラーの外観を特徴とする大容量のWXCタイプ（R-WXC62N/WXC74N）のみとなる。

- ヘルシーシェフ（過熱水蒸気オーブンレンジ）
2013年モデルまでは機種によって異なるサブネームが設けられていたが、2014年モデルから「ヘルシーシェフ」に統一された。2021年10月時点の現行機種はMRO-S7Z/S8Z/W1Z/W10Zの4機種となる。

- ふっくら御膳（IHジャー炊飯器）
圧力スチームIHタイプに用いられる。このブランド名は2014年モデルで一旦廃止されていたが、2016年モデルで約2年ぶりに復活した。2021年10月時点の現行機種はRZ-V100EMとRZ-W100EMの2機種。

- おひつ御膳（IHジャー炊飯器）
「本体分離構造」を採用したIHタイプに用いられる。2021年10月時点の現行機種はRZ-BS2M。

- 火加減マイスター（IHクッキングヒーター）
IH適温調理（鍋底温度を設定温度にキープする機能）及びオーブンの自動メニュー・庫内温度設定を搭載した3口IHタイプ及び2口IH+ラジエントヒータータイプに用いられる。なお、機種により仕様が異なり、M8ATシリーズ（HT-M8AKTF/M8AKTWF）とM8Tシリーズ（HT-M8STF/M8STWF）は大火力左右IH+中央IH、M9Tシリーズ（HT-M9HTF/M9XTF/M9HTWF/M9XTWF）とM100Tシリーズ（HT-M100HTF/M100XTF/M100HTWF/M100XTWF）、M150Tシリーズ（HT-M150KTF/M150KTWF）は大火力3口IH、M200Tシリーズ（HT-M200HTF/M200XTF/M200HTWF/M200XTWF）はオールメタル対応 大火力3口IH、L300Tシリーズ（HT-M300HTF/M300XTF/M300HTWF/M300XTWF）とM350Tシリーズ（HT-M350KTF/M350KTWF）はダブルオールメタル対応 大火力3口IHとなる。

- VEGEE（ベジー、小型調理家電）
旧日立コンシューマ・マーケティングで発売されていた製品。2021年10月時点の現行機種はHX-C2000（パーソナルブレンダー）、HMO-F100（コンベクションオーブン）、HTO-Cシリーズ（HTO-C3A/C1A/CF55/CT35・オーブントースター）。

#### 生活家電
- ビッグドラム（ドラム式洗濯乾燥機）
全機種で「風アイロン」機能を備えるため、「風アイロン ビッグドラム」として販売している。品番は"BD-"から始まる。

- ビートウォッシュ（洗濯機）
縦型タイプの洗濯乾燥機並びに全自動洗濯機の上位機種に用いられる。品番は"BW-"から始まる。

- 白い約束（洗濯機）
全自動洗濯機の普及機種に用いられ、「シャワー浸透洗浄 白い約束」として販売している。なお、2013年モデルまで発売されていた洗濯乾燥機モデル「洗乾白い約束」は「ビートウォッシュ」に統合のため廃止された。「ビッグドラム」や「ビートウォッシュ」同様、2016年モデルで型式ルールが一新されている。2021年10月時点の現行機種は7kgモデルのNW-70Fのみ。三菱電機ストアー向けOEM機種も生産していたが、2023年12月限りで販売終了となった。

- 青空（二槽式洗濯機）
他の家電メーカーではすでに撤退、あるいは現行モデルの機種が少ない二槽式洗濯機だが、日立では2021年10月時点で5機種あり、つけおきタイマー付ステンレス脱水槽搭載モデル3機種（PS-55AS2/65AS2/80S）、脱水運転中の脱水槽の内ぶたをロックする「センサーロックシステム」を搭載した大容量12kgモデル（PS-120A）、現行モデルでは日立のみの採用となる自動二槽式（給水オートストップを備え、すすぎまで自動運転する）モデル（PA-T45K5）をラインナップする。

- ラクかるスティック（コードレススティッククリーナー）
コードレススティッククリーナーの軽量モデルに用いられる。2021年10月時点の現行機種はPV-BL1HとPV-BL2Hの2機種。

- パワかるサイクロン/パワかるスティック/パワーブーストサイクロン（サイクロン式クリーナー）
2014年モデルから以前発売されていた「2段ブーストサイクロン」の上位モデルを発展し、プレミアムクラスの新ブランド「パワーブーストサイクロン」となり、2015年2月にはスティックタイプが追加。2019年モデルでは「パワーブーストサイクロン」のうち、シリンダータイプの上位機種が軽量化により「パワかるサイクロン」に、2018年モデルまでは「2段ブーストサイクロン」としていたシリンダータイプの下位機種が「パワーブーストサイクロン」へそれぞれ移行された。2021年10月時点の現行機種は「パワかるサイクロン」はCV-SP300JとCV-SP900Jの2機種、「パワかるスティック」はPV-BL30Hの1機種、「パワーブーストサイクロン」はCV-SV90HおよびスティックタイプのPV-BH900Jの計2機種。

- かるパック（紙パック式クリーナー）
紙パック式クリーナーの上級モデルに用いられる。従来の「パワースター」と「ロボットパック」が統合し、一つのブランドとなった。2021年7月時点での現行機種はCV-KV70H、CV-KP90H、CV-KP900Jの3機種。

- チリコン（肩掛け式クリーナー）
かつては家庭用掃除機に広く用いられていた。2024年現在はCV-21が唯一。

- minimaru（ミニマル、ロボットクリーナー）
2016年11月発売。本体幅25cm・厚さ9.2cmの小型ボディを特徴とする。2021年10月時点の現行機種はRV-EX1とRV-EX20、RV-X10Jの3機種。

- アッとドライ（布団乾燥機）
旧日立コンシューマ・マーケティングで販売されていた製品。2021年10月時点での現行機種はHFK-VS2500とHFK-CV1Aの2機種。

#### ビューティ・ヘルスケア（理美容家電）
- CRIE（クリエ、ビューティー家電・ナノイオンドライヤー・マッサージ機器）
旧・日立コンシューマ・マーケティングで販売されていた製品。2021年7月時点では、保湿サポート器（ハダクリエ ホット・CM-N840、ハダクリエ ホット&クール・CM-N4800/N5000）、ボディ&フェイスシェーバー（ポイントクリエ ボディ・BM-L01）、フェイスシェーバー（マユクリエ・BM-530）、まつげカーラー（アイクリエ・HR-530/550）がある。また、エアーバッグの脚用アタッチメントが同梱するフットマッサージャー（フットクリエ・HFM-3000）もラインナップしている。
2015年11月にはスカルプ機能を搭載したナノイオンドライヤー「ヘアクリエ プラス+」を追加発売。2021年7月時点の現行機種はHD-NS810とHD-NS910の2機種。

- NANOSILKY（ナノシルキー、ナノイオンドライヤー）
「ヘアクリエ プラス+」の登場により、ナノイオンドライヤーの普及機種の位置づけとなる。2021年7月時点の現行機種はHD-N710。

- IONCARE（イオンケア、マイナスイオンドライヤー）
2021年7月時点の現行機種はHD-N410、HD-N510、HID-T500B、HID-T600Bの4機種。このうち、HID品番ではグリップをトライアングル形状とした「エルゴグリップ」とシリコン製の親指置き「サムグリップ」が採用されている。

- ロータリーシェーバー/S-BLADE（シェーバー）
2021年7月時点の現行モデルはロータリーシェーバーはマクセル製の「ロータリージーソード（RM-LX8D/LX9/LX10D）」、「S-BLADE（エスブレード）」はRMH-F470Bとなる。
「ロータリーシェーバー」は1990年に発売を開始した、日立独自の円筒形状の内刃を持つシェーバーで、往復式と回転式の長所を併せ持った方式で、構造としては、往復式と同じ外刃に、回転する円筒形状の内刃を組み合わせたものである。現行の「ジーソード」は円筒形状の内刃にウェーブ形状をつけて切断抵抗を低減した「クロスウェーブカット」を採用する。また、2015年5月に発売された「ロータリージーソード」は円筒形状の内刃の回転方向に加え、左右方向に約18,000往復/分の音波振動を組み合わせた「音波振動ロータリー方式」を採用している。「S-BLADE」は往復式シェーバーである。
ロータリー式・往復式ともに、内刃には日立金属で生産されたYSSヤスキハガネを使用している。「ロータリージーソード」ではマクセルの技術を加えて進化した内刃を採用している。
なお、2021年3月限りで「HITACHI」ブランドシェーバーは上記以外の機種は生産を終了したため、「在庫品限りで販売終了」となる（ラインナップの縮小に伴い、日立チェーンストールへ供給されるシェーバーはパナソニックやブラウン（P&Gジャパン）、フィリップスなどの他社製品へ切替となる）。

#### 空調季節家電
- 白くまくん（エアコン）
2019年モデルで寒冷地向けモデル「メガ暖 白くまくん」を除く全シリーズが「白くまくん」に統一された。また、一部のシリーズはPAM制御搭載のエアコンになる。
2015年10月に空調事業が日立アプライアンスとアメリカのジョンソンコントロールズ社が合弁で設立した日立ジョンソンコントロールズ空調へ移管し、「白くまくん」は同社の扱いとなった。なお、販売は日立アプライアンスが引き続き担当し、2019年4月からは日立グローバルライフソリューションズが担当する。

- クリエア（空気清浄機）
空気清浄機（EP-Z30S）はこの名称を用いるが、加湿機能付モデル（EP-ZN30S）は「加湿機能付きクリエア」となる。

- ジアクリン（次亜塩素酸除菌脱臭機）
2021年4月発売。加湿空気清浄機「自動おそうじ クリエア」の構造をベースに次亜塩素酸生成ユニットを搭載し、空気清浄・加湿・除菌脱臭を兼ね備えた製品。フラップとネット（吹き出し口）にステンレス、プレフィルターにステンレスコーティングを施した「ステンレス・クリーンシステム」を採用し、独自機能となるプレフィルターの自動おそうじ機能を搭載する。型式はZP-GA1000T。

- ピュアクリエ（次亜塩素酸加湿器）
2020年1月発売。蒸気や熱を発しないヒータレスファン方式を採用し、加湿フィルターと除菌フィルターの2種類のフィルターを入れ替えることで秋から梅雨時期まで長く使用可能な除菌脱臭機を兼ねた加湿器。型式はHLF-Z5000。

#### 住宅設備関連
- ナイアガラタフネス/ナイアガラ出湯（家庭用エコキュート）
水道の圧力をそのまま利用し、プレート式給湯熱交換器で瞬間的にお湯にして給湯することで流量や圧力が高い状態で給湯可能な独自の水道直圧給湯を採用。また、ふろ追いだき配管にステンレスを採用し、浴槽排水時に水道水でふろ追いだき配管を自動洗浄する「ステンレス・クリーン自動洗浄システム」を採用したことで、透明タイプの入浴剤（花王の「バブ」、バスクリンの「バスクリン」「きき湯」、アース製薬の「バスロマン」を推奨）が使用可能である。2014年モデルでは、日本国内の家庭用エコキュートで初めてウレタン発泡充てん断熱構造を採用した貯湯タンク「ウレタンク」を新たに採用したほか、標準タイプ（高効率）モデルは浴槽に給湯を行うふろ回路を2系統に増やし、それぞれに大口径ふろ電磁弁を搭載することで湯はり時間を短縮する「ナイアガラ倍速湯はり」も採用した。
「ナイアガラタフネス」は水道直圧給湯に加え、給湯側の配管をステンレス、継ぎ手部品を樹脂製とし、本体と冷却回路の保証期間をタンク（缶体）と同じ5年間（プレート式給湯熱交換器を除く）に統一したシステム長期保証が無償付帯する高硬度水道水・井戸水対応タイプ。

### 過去の製品
- AVコンテンツ（日本コロムビアの項目を参照）
- 2段ブーストサイクロン・ごみダッシュサイクロン（サイクロン式クリーナー）
- きらりUV（蛍光ランプ）
ガラス管の内側にUVカット材をコーティングすることで虫がよりにくく、色あせしにくいUVカット機能付の蛍光ランプに用いられる。2014年12月現在、直下照度を向上した楕円形状を採用したスタンダードタイプ「きらりUV」、環形・直管を問わず定格寿命16,000時間を実現した長寿命タイプ「きらりUVプレミアムシルバー」、環形・直管を問わず、日本国内で販売されている蛍光ランプで最長の定格寿命20,000時間を実現し、直下照度を向上した楕円形状も採用したハイグレードタイプ「きらりUVプレミアムゴールド」の3種類がある。なお、「きらりUV」と「きらりUVプレミアムシルバー」はきらりD色（昼白色）のみ、2本入り包装（環形30形2本、環形30形+環形32形、環形32形+環形40形、環形30形+環形40形、直管20形2本）のみの設定である。2019年12月限りで生産終了となり、これを以て日立ブランドの蛍光灯・点灯管・白熱電球は約70年の歴史に幕が下ろされた（以降はLEDの電球・照明器具のみの生産へ完全移行）。
なお、パナソニックの「パルック」シリーズの一部（直管10・15W型）は日立GLSで受託生産されており、パナソニック製品でありながらメーカー記号が「HLL」となっていた。
- ハイルミック（蛍光ランプ）
- ナイスボールV（電球型蛍光ランプ）
- LED電球（2021年12月限りで撤退）
- けむりっ知10/ねつっ知10（住宅用火災警報器）
「けむりっ知10」は煙感知式（HFS-701）、「ねつっ知10」は熱感知式（HFS-702）。旧日立コンシューマ・マーケティングで販売されていた製品で、ニッタンが製造元となる。2023年限りで販売終了となり、日立チェーンストールではパナソニック・能美防災・ニッタン・ホーチキなどの他社製品を販売。